# 吉田町
吉田町（よしだちょう）は、静岡県の中部に位置する町。榛原郡に属する。

## 概要
大井川河口から下流域右岸側に広がる町であり、積極的な企業誘致により、町の財政は周辺市町に比べて潤沢で、地方交付税不交付を続けていた。しかし、2010年度（平成22年度）予算からは交付団体へと変更になっている。2020年度（令和2年度）においても、不交付団体とはなっていない。

## 都市情報

### 町章
住吉、川尻、片岡、北区の4つの地区を示す外側の“ヨ”は、丸く形どり、この4つの“ヨ”で“吉”を表す。さらに、“田”を示す真ん中の十字を軸として、固い団結と限りない発展を表現している。

### 町民憲章
私たちは、美しい駿河湾にのぞむ、豊かな自然に恵まれた、吉田町の町民であることに誇りを持ち、明るく、活力あるまちづくりをめざして、この憲章を定めます。
1、水と緑に恵まれた自然を愛し、住みよいまちをつくります。
1、心と体をきたえ、健康で安心して暮らせるまちをつくります。
1、働くことによろこびをもち、活気あふれるまちをつくります。
1、互いに学びあい、教養を深め、高い文化のまちをつくります。
1、思いやりをもち、あたたかい心のかようまちをつくります。

## 地理
大半が大井川と坂口谷川に挟まれた平野部で、湯日川や大幡川が駿河湾に面する吉田漁港に注いでいる。
今後発生が見込まれる南海トラフ巨大地震の際には、町内の海岸に最大8mの津波が到達することが予想されている。
北西部は牧之原台地の支脈・湯南原台地の東端で片岡原とも呼ばれる。

### 町内の住所
- 住吉（すみよし）
- 川尻（かわしり）
- 片岡（かたおか）
- 北区（きたく）
  - 大幡（おおはた）
  - 神戸（かんど）

## 歴史
- 1875年（明治8年）6月 - 大日村・八幡島新田が合併して大幡村となる。
- 1876年（明治9年）8月 - 住吉新田・下吉田村が合併して吉田村、上吉田村・九左衛門新田が合併して片岡村、川尻村・高島村が合併して川尻村、青柳村・与五郎新田が合併して神戸村となる。
- 1879年（明治12年）10月 - 吉田村・片岡村・川尻村・神戸村・大幡村が第六組合を結成。
- 1889年（明治22年）4月1日 - 町村制の施行により、第六組合が吉田村として発足。
- 1949年（昭和24年）7月1日 - 町制を施行、吉田町となる。

## 人口
東日本大震災を機に津波に対する心配から人口減少に転じた。その傾向は沿岸部の住吉地区が顕著である。
| |                                        |  |
| 吉田町と全国の年齢別人口分布（2005年） | 吉田町の年齢・男女別人口分布（2005年） |  |
| ■紫色 ― 吉田町 ■緑色 ― 日本全国 | ■青色 ― 男性 ■赤色 ― 女性              |  |
| 吉田町（に相当する地域）の人口の推移 \| 1970年（昭和45年） \| 19,241人 \| \| \| 1975年（昭和50年） \| 20,525人 \| \| \| 1980年（昭和55年） \| 21,474人 \| \| \| 1985年（昭和60年） \| 23,142人 \| \| \| 1990年（平成2年） \| 25,147人 \| \| \| 1995年（平成7年） \| 26,475人 \| \| \| 2000年（平成12年） \| 27,492人 \| \| \| 2005年（平成17年） \| 28,648人 \| \| \| 2010年（平成22年） \| 29,815人 \| \| \| 2015年（平成27年） \| 29,093人 \| \| \| 2020年（令和2年） \| 28,919人 \| \| |                                        |  |
| 総務省統計局 国勢調査より |                                        |  |
| 1970年（昭和45年） | 19,241人                               |  |
| 1975年（昭和50年） | 20,525人                               |  |
| 1980年（昭和55年） | 21,474人                               |  |
| 1985年（昭和60年） | 23,142人                               |  |
| 1990年（平成2年） | 25,147人                               |  |
| 1995年（平成7年） | 26,475人                               |  |
| 2000年（平成12年） | 27,492人                               |  |
| 2005年（平成17年） | 28,648人                               |  |
| 2010年（平成22年） | 29,815人                               |  |
| 2015年（平成27年） | 29,093人                               |  |
| 2020年（令和2年） | 28,919人                               |  |

## 行政
- 町長 - 田村典彦 （2003年4月 - 、7期目）[7]
- 公共工事において抽選型指名競争入札の常時導入を行い、テレビなどで注目される[8]。[要出典]

### テレビ番組
- 日経スペシャル ガイアの夜明け 談合からの脱却! 〜公共事業　信頼を取り戻せ〜（2003年11月4日、テレビ東京）[8]。

## 経済

### 産業
- レタス・シラス・ウナギが有名である。

#### 工業
- 東京、名古屋、大阪といった大消費地の間に位置し、東名高速道路吉田ICを利用した製品輸送が比較的便利であること、更には、大井川に沿って広大な土地を確保しやすいこともあり、企業、特に製造業の立地に適している。大手企業の工場・事業所が誘致され、住民の雇用や町の財政に貢献している。

- 町内に本社が所在する企業
  - AGCテクノグラス（AGCのグループ会社。旧・岩城硝子）
  - 松浦食品
  - 松本印刷株式会社
  - はいやく

- 工場・事業所をおく企業
  - 富士フイルム
  - ソニー・ミュージックソリューションズ（旧・ソニーDADCジャパン）
  - オカモト
  - 栗田工業 ほか

#### 農業
- 「ダイヤ印」のブランドで出荷されるメロン栽培が盛ん。
- 吉田たんぼといわれる条里制遺跡があり、今日でも稲作、レタス栽培がおこなわれている[9]。

#### 漁業
- かつては大井川の伏流水、および焼津港周辺の水産加工場から出る魚のアラを利用したウナギの養殖が盛んで、養鰻池（ようまんいけ）が町の各所に点在した。しかし近年は生産量が増えている愛知県産や価格の安い台湾または中国からの輸入ものに押されており、廃業する事業者があるため養鰻池が減少している。残った養鰻事業者は高級ブランド化を模索している。吉田町産のウナギは養殖時にカツオやマグロなどアミノ酸が豊富な魚のアラを餌にするために味が良いことで知られ、通（つう）の間では「ウナギは吉田に限る」とも言われる。町内に点在するウナギ料理の店には東京方面など遠方から訪れる客も多い。

- 吉田漁港はシラスの揚がる港としても知られ、周辺にシラスの加工場が点在する。

## 地域

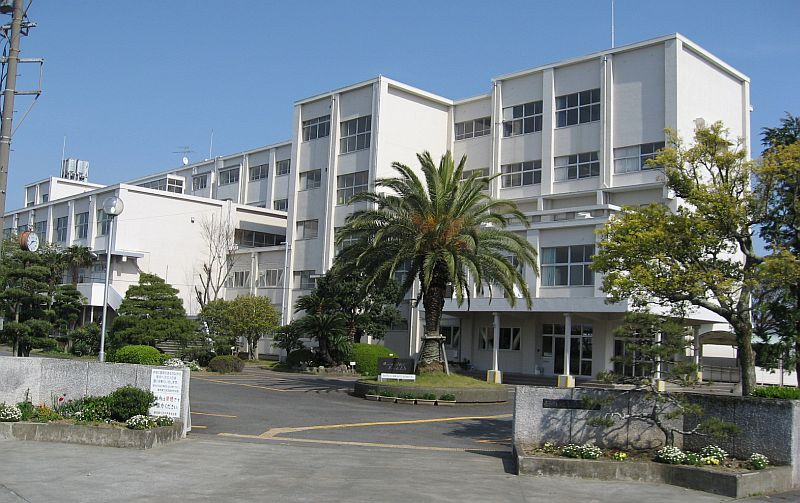
静岡県立吉田特別支援学校（旧吉田高校の校舎を使用）

### 教育
町は2020年度以降に実施される次期学習指導要領で、小学3年生から6年生では年間35時間（1時限45分）の授業時間が増加することなどを踏まえ、授業日数を増やし夏休みの短縮を検討している。現在は1日5時限から6時限が中心だが、4時限の日も導入できるようになり、教職員の負担軽減も図れるとする。そのうえで4時限の日も給食を提供し、共働き家庭向けには放課後児童クラブの入所基準も拡充する方針。ただ、保護者からは「急すぎて困る。決定してから意見を聞くのはおかしい」「夏休みにしかできない体験をさせることも大切。教員の負担を減らすつもりがかえって増える予感もする」との批判的な意見があった。賛否の割合は集計していないが、「授業日が増えるのは学力アップにつながるので、とても良い」などという肯定的な意見も寄せられた。
- 吉田町立住吉小学校
- 吉田町立中央小学校
- 吉田町立自彊（じきょう）小学校
- 吉田町立吉田中学校
- キラリ高等学校

- 静岡県立吉田特別支援学校 - 静岡県立藤枝特別支援学校から大井川以西の学区を引き継ぐ形で、閉校した下記の吉田高等学校の校舎を利用して2016年度に開校した。

閉校した学校
- 静岡県立吉田高等学校 - 2014年度より静岡県立大井川高等学校（焼津市）と統合し、大井川高校の位置に清流館高等学校が開校したため同年3月31日閉校。跡地に上記の吉田特別支援学校を設置。

## 交通

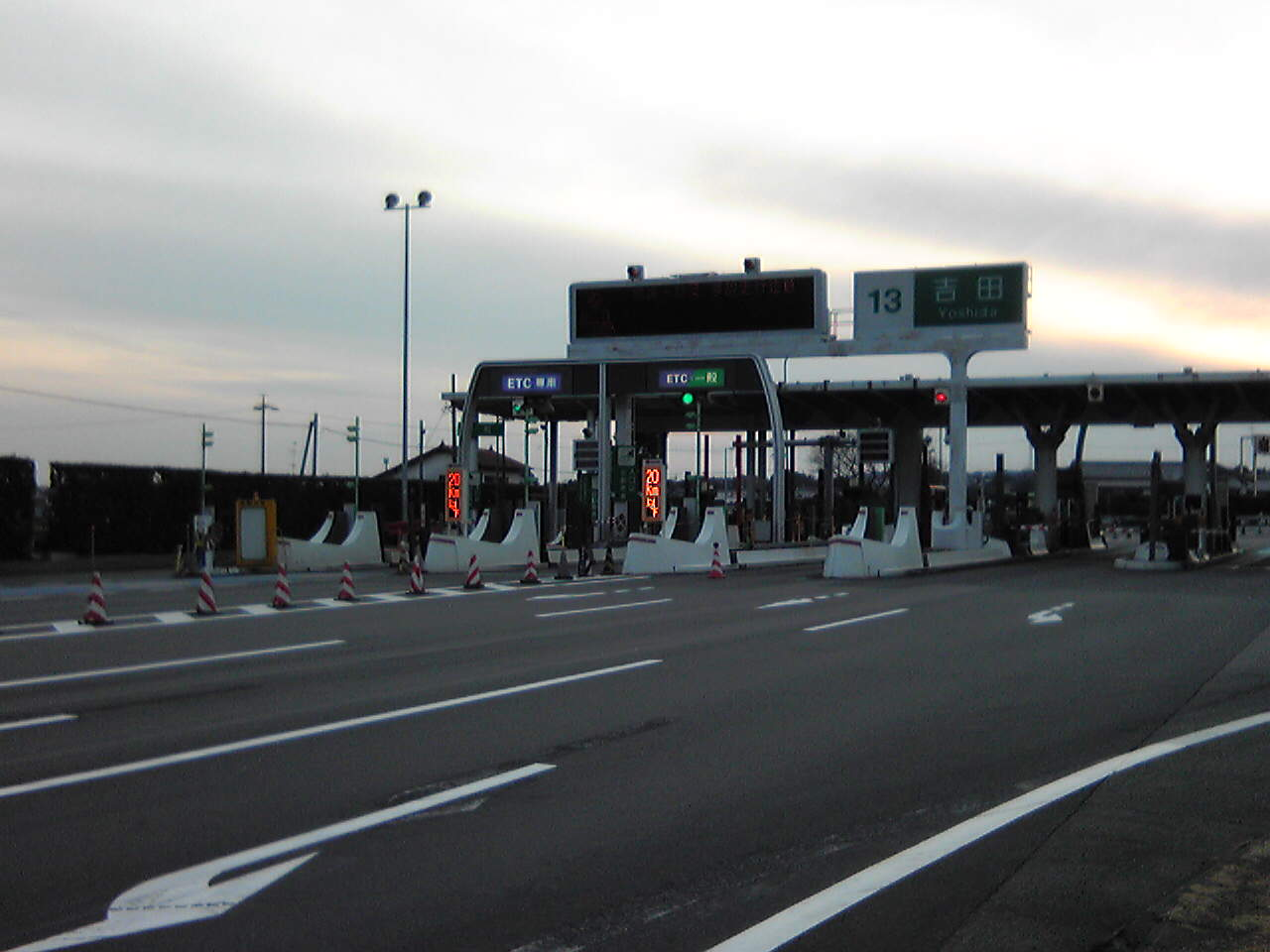
吉田インターチェンジ

### 路線バス
しずてつジャストライン

### 道路
高速道路
- 東名高速道路吉田IC

一般国道
- 国道150号

都道府県道
- 静岡県道31号焼津榛原線
- 静岡県道34号島田吉田線
- 静岡県道79号吉田大東線

## 名所・旧跡・観光スポット・祭事・催事

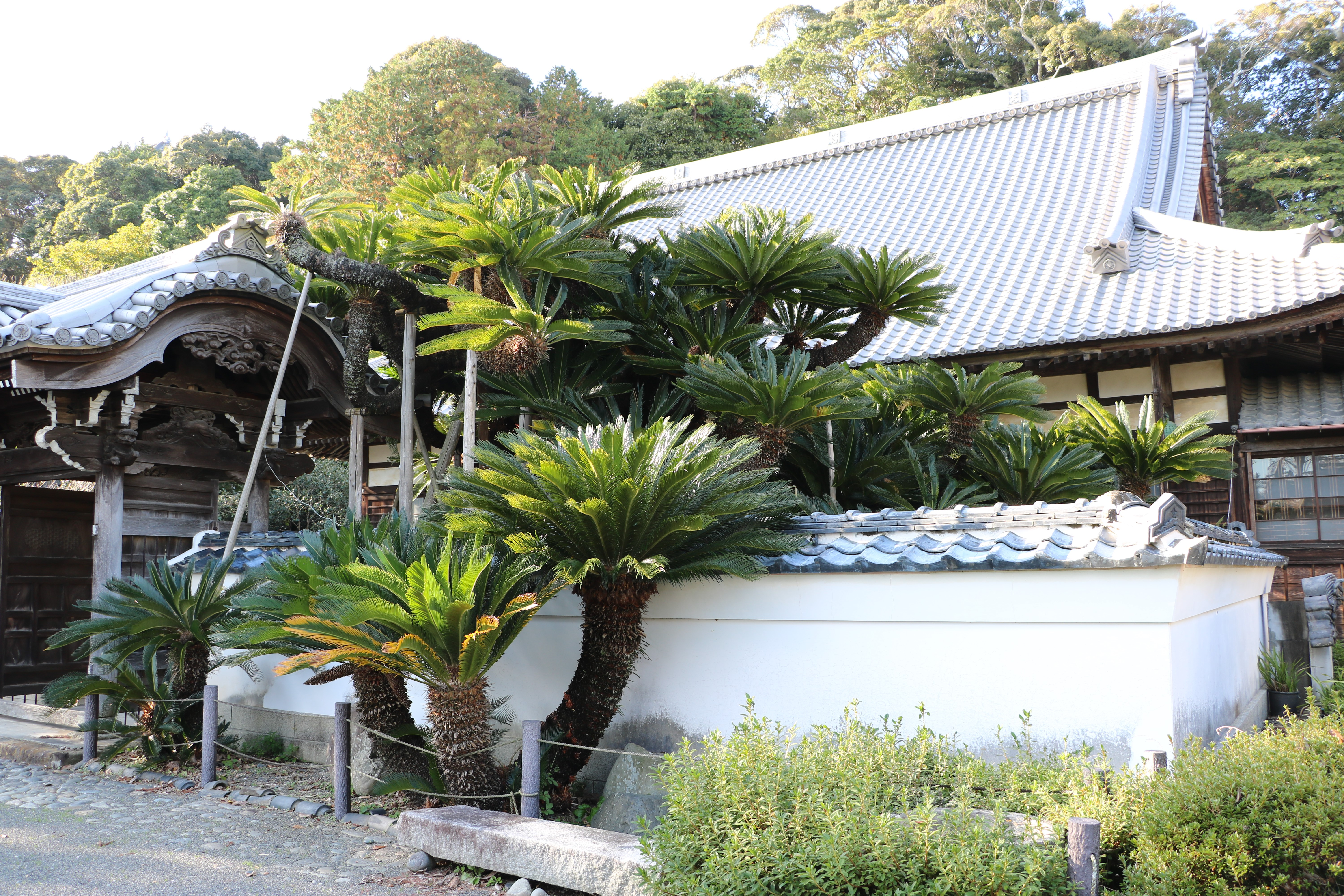
能満寺

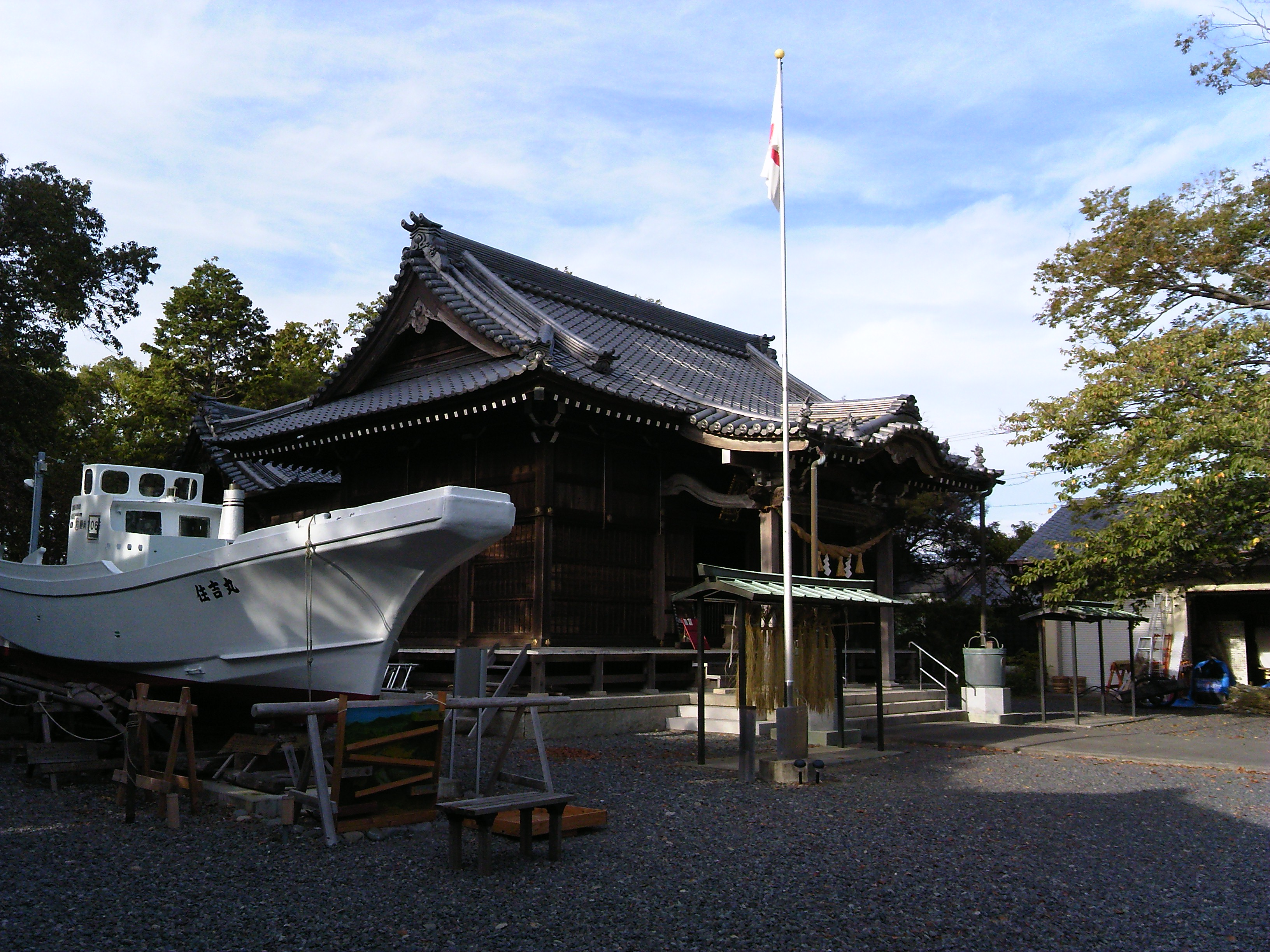
片岡神社

- 能満寺のソテツ（日本三大ソテツの1つ・国指定の天然記念物）
- 小山城
- 静岡県営吉田公園（2001年4月21日 - 5月27日に開催された「しずおか緑・花・祭」の会場跡地）

## 著名な出身者
- 大石八治 - 政治家（衆議院議員）
- 大石千八 - 政治家（衆議院議員）、八治の子息
- 中村円一郎 - 政治家（貴族院議員）
- 池田多恵子 - 漫画家（育ちは静岡市駿河区）
- 大石又七 - 第五福竜丸乗組員
- 高木康成 - 元プロ野球選手
- 堂森佳南子 - 車いすテニス選手
- 八木健 - 俳人、元NHKアナウンサー